# Сусанна (Рембрандт)
«Суса́нна» (нід. Suzanna) — картина голландського художника Рембрандта Харменса ван Рейна, створена в 1636 році. За основу взятий біблійний сюжет з Книги пророка Даниїла (XIII, 15–24), що входить у Старий Завіт. Автор візуалізував історію праведної та скромної Сусанни, що протистояла домаганням сторонніх чоловіків. Сюжет набув популярності в західноєвропейській культурі часів Середньовіччя, а також серед низки художників (Аннібале Карраччі, Пітер Пауль Рубенс, Пітер Ластман та інших). Картина неодноразово продавалася та, врешті-решт, опинилася у представників знатної династії Оранських. «Сусанна» від початку створення й донині залишається доволі популярною серед мистецтвознавців та поціновувачів і саме тому брала участь у виставках поза Нідерландами. Уперше вона була надана римській Галереї Боргезе в 1928 році, а останнього разу перебувала в Національному музеї Прадо з жовтня 2008 по січень 2009 року. Картина під інвентарним номером 147 зберігається в музеї Мауріцгейс у Гаазі.

## Історія
Коли Рембрандт став відомим та отримував багато замовлень, він залишив свою лейденську майстерню. У 1631 році перебрався до Амстердама, де й написав картину «Сусанна», у період злету своєї кар'єри. У 1636 році він одружився із Саскією ван Ейленбюрх дочкою бургомістра міста Леуварден. Шлюб дозволив художнику укріпити не тільки фінансове та суспільне становище, а й відкрив доступ до широкого кола заможних замовників. Дослідники творчості Рембрандта вказують на те, що митець досить часто замальовував близьких йому жінок, поки останні одягалися, коли перебували в ліжку з хворобою, або були вагітними, чи під час відпочинку. Саскія зазвичай позувала чоловікові під час створення ним картин.
Обставини створення «Сусанни», а також її перебування упродовж понад ста років з моменту написання, залишаються нез'ясованими. Першим офіційно задокументованим власником став колекціонер з Антверпена — Снеєрс (нід. P.J. Snijers). 23 травня 1758 року він продав картину на аукціоні в Антверпені (лот номер 1008). Новим власником став покупець голландського чи бельгійського походження Фіренс (нід. Fierens), який придбав її за 157 гульденів. Того ж року твір був проданий голландському політику, секретарю Державної ради Ґоверту ван Слінґеланду. Він володів картиною до самої смерті 2 листопада 1767 року. Згідно з його заповітом «Сусанну» мали продати на аукціоні, що мав відбутися 18 травня 1768 року в Гаазі. Однак, за невідомих обставин картину викупили до 1 березня 1768 року. Новим власником, що придбав її за 50 000 гульденів, став принц Оранський-Нассау, штатгальтер Нідерландів — Вільгельм V Оранський. Під час його володіння картина в різний час бувала в Гаазі, Апельдорні, Леувардені. Останнім місцем перебування «Сусанни» став родинний замок Ораньєнштайн у місті Діц. В 1795 році графство Нассау окупували війська Першої французької республіки. Разом з іншими речами картину вивезли до Парижа, де вона потрапила в музей Наполеона. Ця обставина стала відомою завдяки інвентарним відомостям, складеним експертним комісаром музею Лувр Жаном-Батистом-П'єром Лебруном, який описав музейний експонат № 147, як «конфіскований французами в 1795 році». Після зречення Наполеона в 1815 році «Сусанну» повернули королівській родині Нідерландів і вона стала частиною приватної колекції короля Вільгельма I. З 1816 року картина перебувала в галереї принца Вільгельма V, розташованій у будівлі Державного казначейства та бібліотеки Мауріцгейс. Після того, як у 1822 році приміщення будівлі повністю було передано під музей, «Сусанна» стала частиною його фондів.

## Сюжет
Сюжет картини з ключовим моментом зображення Сусанни, яку застали зненацька під час приготування до купання, Рембрандт узяв з біблійного сюжету в Книзі пророка Даниїла (XIII, 15–24). У мешканця Вавилона Йоакима була жінка на ім'я Сусанна, яка славилася своєю вродою. Вони мали заможний будинок з великим садом. Йоаким був дуже багатим та впливовим і тому юдеї збиралися у нього вдома для розв'язання різних питань. Одного разу двоє новообраних суддів після зібрання в домі Йоакима побачили його жінку, Сусанну, яка завжди виходила в сад, коли всі гості розходилися. Ці двоє старців запалали любов'ю до неї, але не говорили один одному про свої наміри. Щодня вони пильно стежили за нею, коли остання приймала ванну. Одно разу Сусанна вийшла до саду в супроводі двох служниць, щоби прийняти ванну. Вона наказала їм замкнути ворота до саду та принести різні пахощі й олію. Служниці виконали її розпорядження та вийшли через бічні двері. У цей час старці, що переховувалися в саду, вийшли до Сусанни. Оголеній жінці вони заявили про свої наміри оволодіти нею, а якщо вона відмовить їм у близькості, то вони привселюдно звинуватять її у перелюбстві. Сусанна на це відповіла: «Скрутно мені звідусіль: бо як зроблю це — смерть мені, а як не зроблю — не втекти мені з рук ваших, але волію, не зробивши цього, потрапити у ваші руки, ніж согрішити перед Богом». Після цього старці здійняли ґвалт та розповіли прибулим на нього людям, що вони бачили, як Сусанна разом з невідомим хлопцем придавалися розпусті. Наступного дня, коли народ зібрався в будинку Йоакима, прийшли й обидва старці, сповнені злочинного наміру проти Сусанни — видати її на смерть. Присутні повірили їм, як старшим серед народу, та засудили Сусанну до смерті. Остання змолилася до Бога про допомогу і він наділив присутнього хлопця на ім'я Даниїл силою та рішучістю захистити жінку. Даниїл почав розпитувати старців, попередньо розділивши їх, та згодом викрив їх у наклепі. Зрештою юдеї за законом Мойсея вбили старців за зведений наклеп, репутація Сусанни була відновлена, а Даниїл став вельми шанованим у суспільстві.

## Виконання
Карел ван Мандер у книзі «Життєпис художників», опублікованій 1604 року, нарікав на те, що італійські художники завжди відгукувалися про голландських колег, як про неспроможних зображати людські фігури й тому закликав зробити все можливе, аби спростувати їхні слова. Рембрандт вивчив рекомендації з книги ван Мандера «Den Grondt der Edel vry Schilder-Const» та опанував техніку передачі пропорцій фігур, а також стану афекту й інших емоцій. Однак, із часом ван Рейн свідомо відійшов від концепції передачі витончених поз та рухів, таких як контрапост. Отже, це стало його персональним стилем, який вигідно вирізняв його картини від робіт інших художників.
Досить незвичним стало рішення Рембрандта зобразити старців, які перестали шпигувати за оголеною Сусанною та викрили себе лише у вигляді облич, що ледве розбірливі у темно-зелених кущах з правого боку полотна. У трактуванні Рембрандта, героїня (або жертва) щойно відчула їхню присутність. Вони шепочуть їй свою непристойну пропозицію, адже погляд на її обличчі спрямований прямо, а не до чоловіків у кущах. Вона виглядає переляканою, а прояви огиди з'являються в кутках її темних очей, що зволожуються від сліз. На високому рівні художнику вдалося зобразити емоції Сусанни у вигляді відрази, страху та гніву й водночас непорушного, гарного обличчя. У момент розпачу вона не втрачає розуму, що було передане в моменті прикриття інтимних частин тіла рукавом від сорочки. Водночас, Рембрандт залишив деякі загадки на картині, серед яких, наприклад, взуття жінки, яке вона скидає чи поспіхом намагається одягнути.
У січні 2019 року в щотижневому рецензованому науковому журналі, що охоплює всі аспекти хімії «Angewandte Chemie» група науковців опублікувала результати своїх досліджень. Віктор Гонзалез (нід. Dr. Victor Gonzalez), Марина Котте (нід. Dr. Marine Cotte), Гіллез Валлез (нід. Prof. Gilles Wallez), Анналіз ван Лон (нід. Dr. Annelies van Loon), Ваут де Нолф (нід. Dr. Wout de Nolf), Мар'ям Евено (нід. Myriam Eveno), Катрін Коне (нід. Dr. Katrien Keune), Петра Нобл (нід. Dr. Petria Noble), Йоріс Дік (нід. Prof. Joris Dik) взяли зразки фарби розміром менше ніж 0,1 мм із трьох картин Рембрандта, включно із «Сусанною». Досліди були проведені в «Європейському центрі синхротронного випромінювання» в місті Гренобль, де команда використовувала рентгенівське випромінювання для визначення хімічних речовин у зразках фарби. Під час дослідження було підтверджено авторство Рембрандта над технікою імпасто, що передбачає використання гідроцеруситу. Фарба була отримана поєднанням свинцевого білого пігменту (суміш {\displaystyle {\ce {PbCO3}}}та {\displaystyle {\ce {Pb3 (CO3)2 (OH)2}}}) з органічним сполучним середовищем, але точна рецептура поки що залишається загадкою. Процес дослідження передбачав використання поєднання рентгеноструктурного аналізу та експериментальної станції джерела синхротронного випромінювання (методи ID22 (High angle resolution) та ID21 (High lateral resolution)). У результаті дослідження було виявлено досить рідкісну сполуку — плюмбонакрит ({\displaystyle {\ce {Pb5(CO3)3O(OH)2}}}).

## Вплив інших художників

Графіки та картини, що могли вплинути на Рембрандта
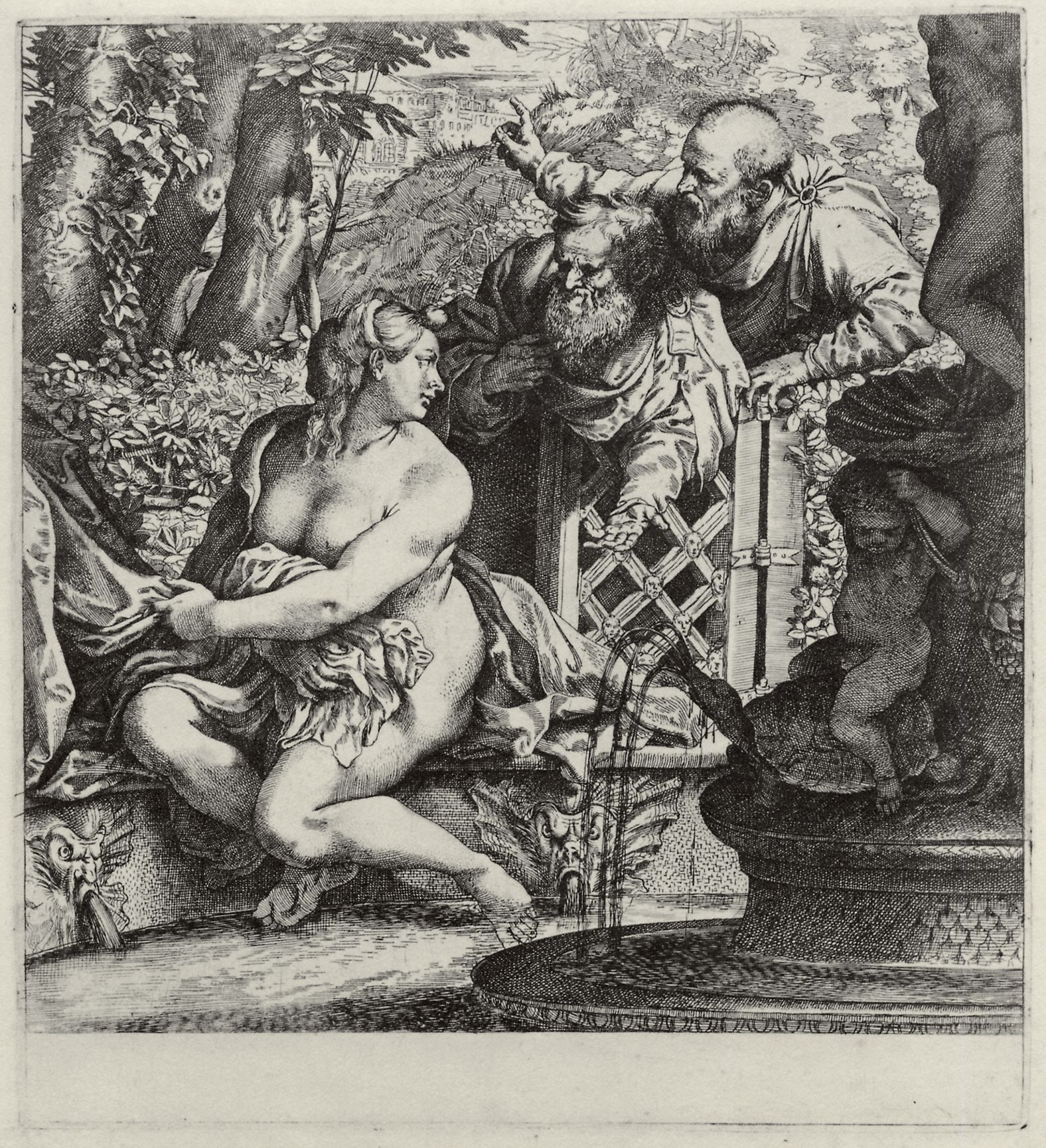
«Сусанна та старці», Аннібале Карраччі (1590 — 1595)
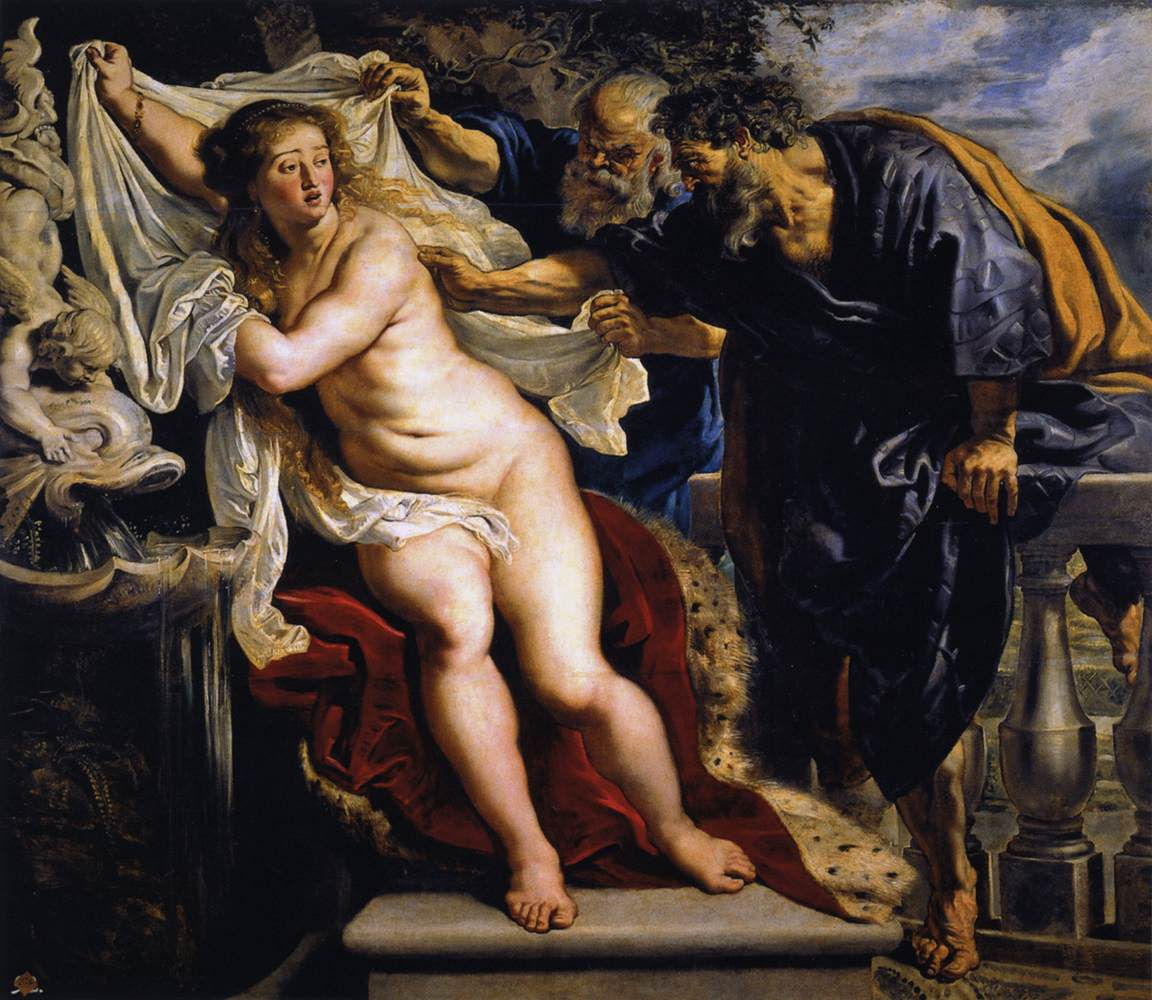
«Сусанна та старці», Пітер Пауль Рубенс (1609 — 1610)
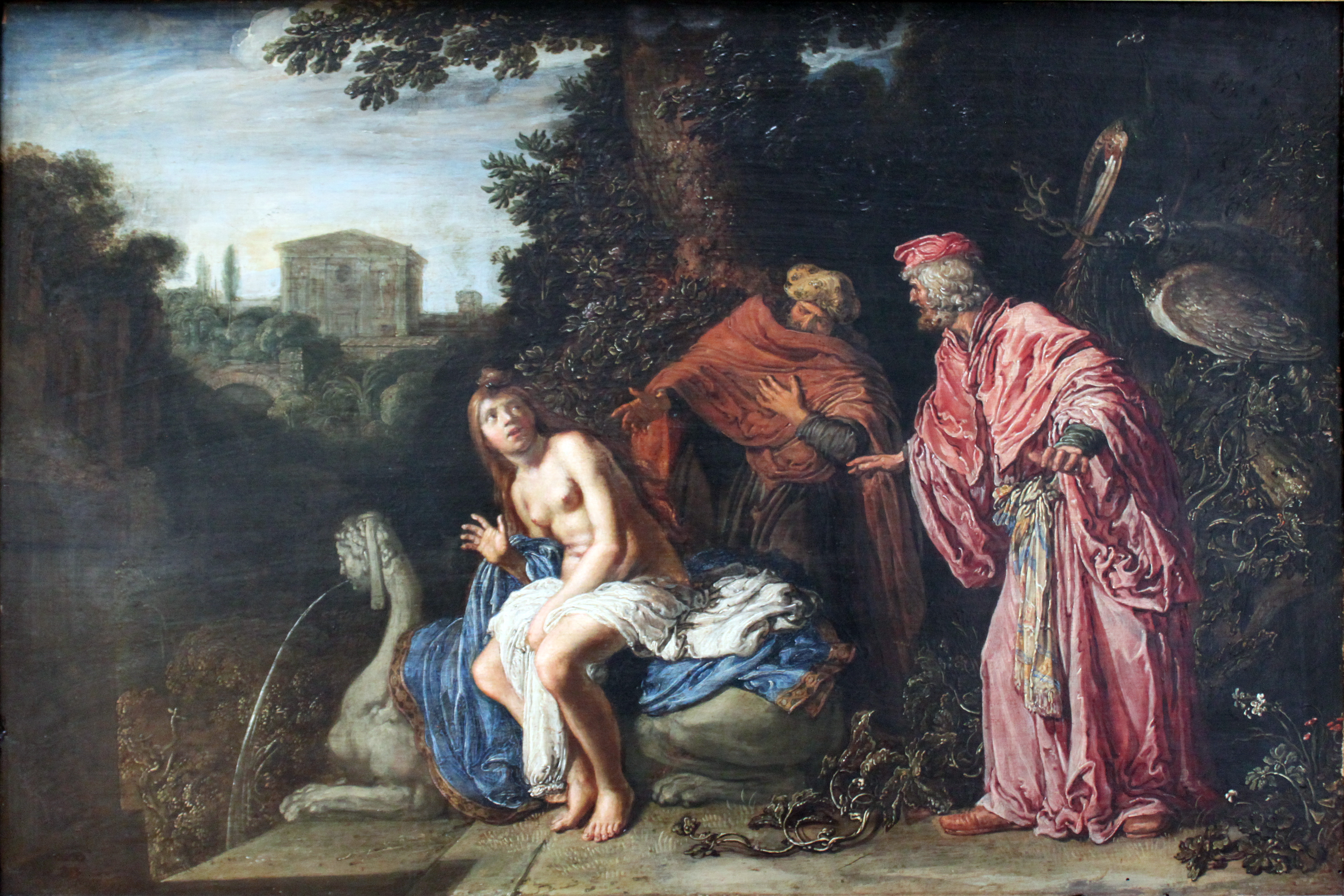
«Сусанна та старці», Пітер Ластман (1614)

Фламандські художники п'ятнадцятого століття як, наприклад, Ян ван Ейк, започаткували натуралістичний живопис не під впливом італійських колег, а паралельно з ними. Знайомство з традиціями та стилем італійської школи живопису йшло через торговельний шлях між Брюгге та італійськими містами. Свої картини Рембрандт писав під впливом не тільки італійських художників, а й голландських, таких як Пітер Пауль Рубенс, Пітер Ластман та інших.
На відміну від багатьох своїх колег, Рембрандт ніколи не відвідував Італію. Завдяки тому, що у XVII столітті Амстердам був одним з важливих мистецьких центрів, ван Рейн міг вивчати італійський стиль через привезені картини та від інших художників. Дослідники та історики мистецтв наголошують, що є певна схожість стилів у роботах «пізнього Рембрандта», що дає змогу робити припущення про наслідування голландцем таких італійців, як Тіціан, Тінторетто та Веронезе. Цю думку поділяє професор історії мистецтв Колумбійського університету Девід Росанд (англ. David Rosand).
Дослідники проєкту «Рембрандт» схильні до думки, що «Сусанна» була створена в період, коли ван Рейн відійшов від впливу Альбрехта Дюрера та Леонардо да Вінчі та повернувся до стилю Пітера Ластмана. Останнього Рембрандт наслідував у своїх роботах у період 1620-х років. Імовірним запозиченням від італійського художника Аннібале Карраччі є зображення пози самої Сусанни.

## Оцінки
За переконанням австрійської вченої, історика мистецтв та співзасновниці напряму феміністичної історіографії мистецтва Даніели Гаммер-Тугендгат картина «Сусанна» є досить незвичною у виконанні через задум художника зобразити старців у вельми незвичному місці та незвичним способом.
Професор історії та історії мистецтв Колумбійського університету, що спеціалізується на голландській історії, сер Саймон Шама відгукнувся про «Сусанну», як про «картину, за якою можливо досліджувати сексуальні трагедії. У цій роботі Рембрандт за допомогою пензля та фарб розмірковує про зв'язок між плотською агресією, чеснотою та жертвою; між поглядом і фатальним дотиком; між сексом та історією».
Юрист, автор перекладених п'єс та книг про театр та поезію, критик Андріс Пелс піддав нищівній критиці роботи Рембрандта, на яких були зображені оголені жінки. Він називав автора «головним єретиком від живопису», картину «Сусанна» — такою, що «далека від природи грецької Венери, а головну героїню сюжету — спотворену в'ялими грудьми, з руками, що радше нагадують ковбаси та взагалі в'ялим тілом».